# La psicología de la transferencia
La psicología de la transferencia, ilustrada con una serie de imágenes alquímicas (en alemán Die Psychologie der Übertragung) es una obra de Carl Gustav Jung publicada en 1946 e incluida en el volumen 16 de su Obra completa, siendo a su vez uno de sus principales trabajos dedicados al estudio de la alquimia. El resto del tratamiento y aproximación a la misma se incluirá en las siguientes obras: Aion (OC 9/2), Psicología y alquimia (OC 12), Estudios sobre representaciones alquímicas (OC 13) y Mysterium coniunctionis (OC 14).

## Contenido
El objetivo de La psicología de la transferencia es dar una idea de la complejidad de la relación transferencial. Jung se sirve de una serie de imágenes tomadas de la obra alquímica del siglo XIV Rosarium philosophorum y establece un paralelismo entre los fenómenos transferenciales y los símbolos que aparecen en las diversas descripciones de las fases del opus alquímico.

## Edición en castellano
- Jung, Carl Gustav (2006). «XIII. La psicología de la transferencia (1946)». Obra completa de Carl Gustav Jung. Volumen 16: La práctica de la psicoterapia: contribuciones al problema de la psicoterapia y a la psicología de la transferencia. Traducción Jorge Navarro Pérez. Madrid: Editorial Trotta. ISBN 978-84-8164-300-8/ ISBN 978-84-8164-342-8.

- Datos: Q3410080
- Multimedia: Rosarium philosophorum / Q3410080